# Fairchild Publications
Fairchild Publications, Inc. est un éditeur américain de publications périodiques créé en 1892 par Edmund Fairchild à la suite du rachat d'un journal en faillite spécialisé dans la couverture du monde de la mode masculine. Après avoir été sous le contrôle de Capital Cities Communications à partir de 1968 puis de Disney à partir de 1996, la société a été vendue en 1999 à Advance Publications, maison mère de Condé Nast. 
Les titres de cet éditeur sont spécialisés dans la mode.

## Historique
En 1892, Edmund Fairchild à la suite du rachat d'un journal en faillite spécialisé dans la couverture du monde de la mode masculine. Le titre a ensuite porté le nom de Daily News Record et comprenait une petite section pour les vêtements féminins.
En juillet 1910, la section féminine a eu sa propre publication, nommée Women's Wear Daily.
On compte aussi d'autres titres publiés par Fairchild dont : 
- Home Furnishings Daily
- Golf Pro Merchandising
- Footwear News
- Supermarket News
- Electronic news
- Metalworking news
- Jane
- W

### 1968-1996: Filiale de Capital Cities-ABC
Le 9 janvier 1968, Capital Cities Communications annonce son intention d'acheter le groupe de presse Fairchild Publications pour 37 millions d'USD,, les deux sont basées à New York mais doivent attendre la validation de la FCC.
Le 18 mars 1985, Capital Cities lance officiellement une offre de rachat sur ABC pour la somme de 3,5 milliards de dollars,.
Le 20 janvier 1990, ABC au travers de Fairchild Publications achète cinq magazines au groupe International Thomson Organisation ainsi que le quotidien The Milford Citizen à son propriétaire.
En 1991, la société déménage son siège au 7 West 34th Street à Manhattan.

### 1996-1999: Achat et vente par Disney
En 1996, la Walt Disney Company achète la société Capital Cities/ABC pour 19 milliards d'USD comprenant les réseaux de télévision et de radio d'ABC et ESPN et des diverses publications.
En 1999, Disney revend la partie Fairchild Publications de Capital Cities à Advance Publications, maison mère de Condé Nast. Les titres Women's Wear Daily, W et Jane rejoignent ceux de Condé Nast Vogue, Vanity Fair et Mademoiselle.